# Liste des monuments nationaux de Frisange
Cette liste contient les immeubles et objets de la commune de Frisange classés monuments nationaux ou inscrits à l’inventaire supplémentaire.
| Monument                              | Commune  | Section  | Adresse                 | Coordonnées                      | Protection | Date            | Illustration          |
| ------------------------------------- | -------- | -------- | ----------------------- | -------------------------------- | ---------- | --------------- | --------------------- |
| Château d'Aspelt                      | Frisange | Aspelt   | Rue Pierre d'Aspelt     | 49° 31′ 29″ nord, 6° 13′ 21″ est | Classé MN  | 2 décembre 2011 | Château d'Aspelt      |
| Église Saint-Martin avec son mobilier | Frisange | Frisange | Route de Mondorf        | 49° 30′ 59″ nord, 6° 11′ 26″ est | Classée MN | 31 octobre 2003 | Église Saint-Martin   |
| Ferme « a Lënstesch »                 | Frisange | Hellange | 11 route de Bettembourg | 49° 30′ 26″ nord, 6° 08′ 51″ est | Classée MN | 30 avril 2010   | Ferme « a Lënstesch » |

Légende : Classé MN – Immeubles et objets classés monuments nationaux / Inscrit IS – Immeubles et objets inscrits à l’inventaire supplémentaire